# Торонто Рэпторс
«Торо́нто Рэ́пторс» (англ. Toronto Raptors) — профессиональный баскетбольный клуб из канадского города Торонто. Выступает в Атлантическом дивизионе Восточной конференции Национальной баскетбольной ассоциации (НБА). Клуб присоединился к лиге в 1995 году, одновременно с «Ванкувер Гриззлис», в результате расширения НБА в Канаду. После того, как «Гриззлис» в 2001 году переехали в Мемфис, штат Теннесси, «Рэпторс» стали единственной командой, представляющей Канаду в НБА. Изначально баскетболисты проводили домашние матчи на стадионе «SkyDome», но в 1999 году переехали в новый «Air Canada Centre». Владельцем является корпорация Maple Leaf Sports & Entertainment, которой кроме этого принадлежат хоккейные клубы «Торонто Мейпл Лифс» и «Торонто Марлис», а также футбольный клуб «Торонто».
Как и большинство других новых команд лиги, «Рэпторс» в первые годы выступали довольно слабо, и лишь после приобретения Винса Картера на драфте 1998 года смогли улучшить свою игру и три года подряд, с 2000 по 2002, играли в плей-офф НБА. Картер в это время был ведущим игроком команды, во многом благодаря ему в 2001 году «Рэпторс» дошли в плей-офф до полуфинала Восточной конференции. В сезонах 2002/2003 и 2003/2004 клуб из Торонто вновь выступал слабо и не выходил в плей-офф. После ухода из команды Винса Картера новым лидером «Рэпторс» стал Крис Бош, выбранный на драфте 2003 года под 4 номером. Хотя и с Бошем в составе, команда сначала играла довольно слабо. Многое изменилось после назначения генеральным менеджером клуба Брайана Коланжело. Перед началом сезона 2006/2007 он внёс значительные изменения в состав команды, которые позволили «Рэпторс» впервые закончить сезон на первом месте в своём дивизионе и после четырёх лет неудач вернуться в плей-офф. Однако, после двух успешных лет, в сезонах 2008/09 и 2009/10 команда вновь не смогла пробиться в плей-офф.
С 2013/2014 года Торонто трижды выходили в плей-офф, в сезоне 2015/2016 команде удалось пройти в финал восточной конференции, а в сезоне 2018/2019 «Рэпторс» впервые в своей истории стали чемпионами НБА, обыграв «Голден Стэйт Уорриорз.

## История клуба

### Создание «Рэпторс»

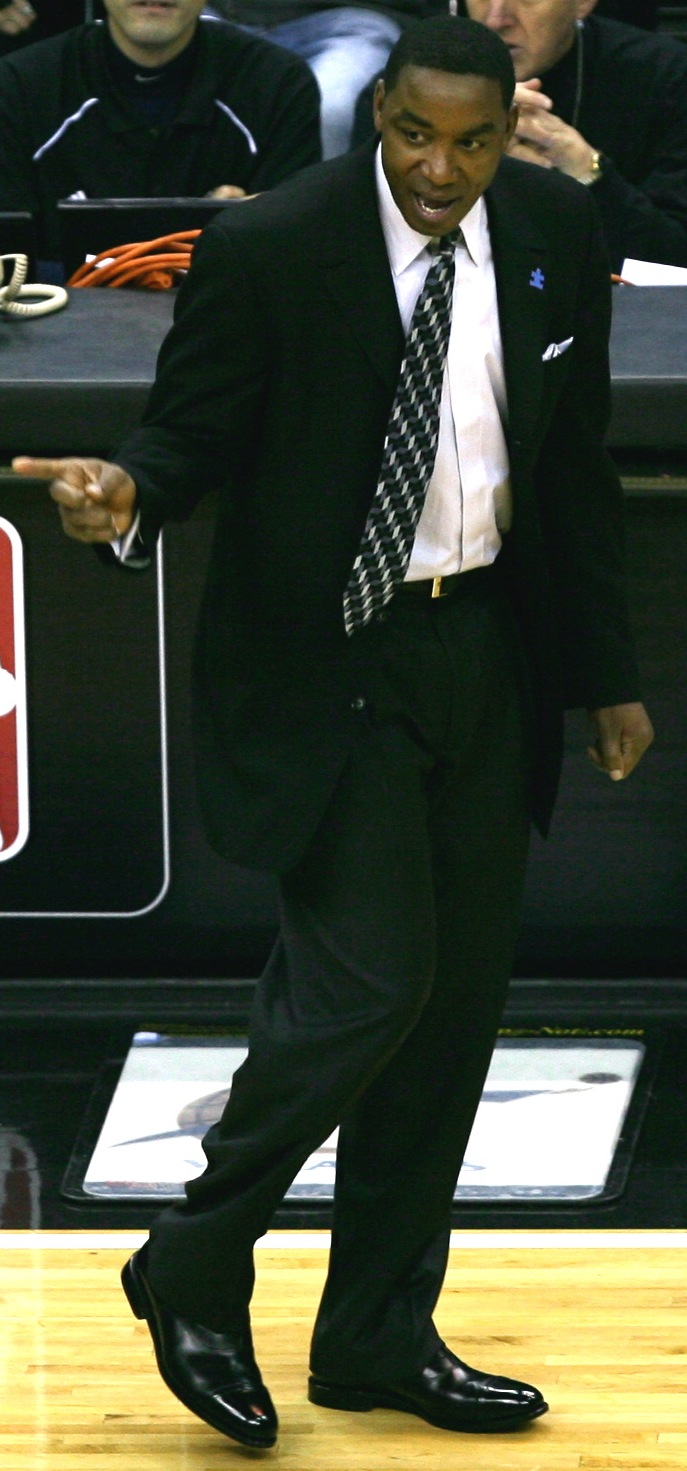
Айзея Томас, первый генеральный менеджер «Рэпторс»

Клуб «Торонто Рэпторс» был создан 30 сентября 1993 года группой под руководством бизнесмена Джона Битоув и принят в НБА в рамках расширения лиги в Канаду. Свои первые матчи «Рэпторс», как и другой канадский клуб «Ванкувер Гриззлис», сыграл в 1995 году. «Рэпторс» и «Гриззлис» стали первыми канадскими командами в НБА со времён «Торонто Хаскис», выступавшей в сезоне 1946/1947 Баскетбольной ассоциации Америки (БАА), одной из двух лиг, сформировавших НБА.
Изначально планировалось, что новый клуб из Торонто будет выступать под названием «Хаскис», однако в этом случае эмблема команды была бы похожа на эмблему «Миннесоты Тимбервулвз» (хаски — это порода ездовых собак, а на эмблеме «Тимбервулвз» изображён волк). Поэтому руководство клуба решило отказаться от старого названия. В результате был проведён национальный конкурс, участники которого прислали более 2000 вариантов названия и эмблемы клуба, после рассмотрения всех вариантов осталось десять: «Биверс» (бобры), «Бобкэтс» (рыжие рыси), «Дрэгонс» (драконы), «Гриззлис» (гризли), «Хогс» (кабаны), «Рэпторс» (сокращение от названия рода динозавров велоцирапторов), «Скорпионс» (скорпионы), «Ти-Рекс» (тираннозавры), «Тарантулас» (тарантулы) и «Террьерс» (терьеры). 15 мая 1994 года по канадскому телевидению было объявлено, что клуб обрёл имя «Торонто Рэпторс». Во многом этому выбору способствовала популярность фильма «Парк юрского периода». 24 мая 1994 года на пресс-конференции были представлены эмблема клуба и его первый генеральный менеджер, известный в прошлом игрок «Детройт Пистонс» Айзея Томас. Клубными цветами стали ярко-красный, фиолетовый, чёрный и серебряный. Изначально команда была включена в Центральный дивизион НБА. Перед началом своего первого сезона клуб занял седьмое место среди клубов НБА по количеству проданных товаров с атрибутикой «Рэпторс», что свидетельствовало об успешном возвращении профессионального баскетбола в Канаду.
Айзея Томас назначил первым главным тренером «Торонто Рэпторс» Брендана Мэлоуна, бывшего ассистента тренера в «Детройт Пистонс». Состав команды был сформирован в результате драфта расширения, проведённого в 1995 году. По жребию Торонто выбирали первыми и взяли разыгрывающего «Чикаго Буллз» Би Джея Армстронга, трёхкратного чемпиона НБА и известного специалиста по трёхочковым броскам. Однако Армстронг отказался прибыть на тренировку, поэтому Томас обменял его в «Голден Стэйт Уорриорз» на двух тяжёлых форвардов, Карлоса Роджерса и Виктора Александера. Томас выбирал на драфте как перспективных молодых игроков (Донтонио Уингфилд, Би Джей Тайлер, Кейт Дженнингс, Оливер Миллер, Тони Массенбург), так и проверенных ветеранов (Джером Керси, Уилли Андерсон, Эд Пикни, Джон Сэлли, Жан Табак).
После драфта расширения «Рэпторс» получили в результате лотереи право выбирать под седьмым номером на общем драфте 1995 года. Томас выбрал Дэймона Стадамайра, разыгрывающего защитника из Университета Аризоны, который призван был стать лидером команды на ближайшие годы. Однако этот выбор вызвал неодобрение болельщиков, которые хотели видеть в команде Эда О’Бэннона из UCLA, признанного в том году лучшим игроком финальной части студенческого чемпионата США.

### 1995—1999: Первые годы в лиге

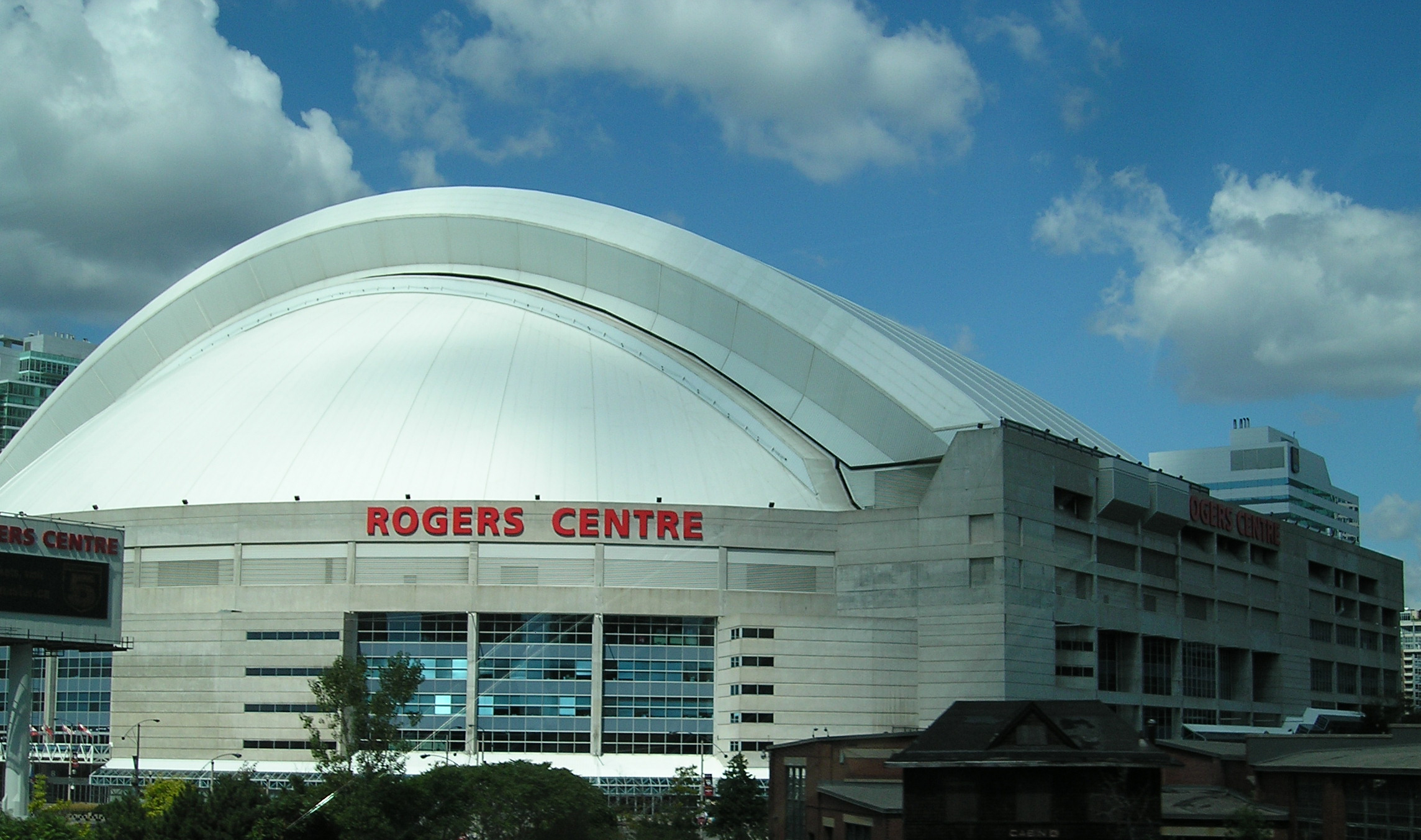
SkyDome, первый домашний стадион «Торонто Рэпторс». В 2005 году переименован в Rogers Centre

Свой первый официальный матч в НБА «Торонто Рэпторс» провели 3 ноября 1995 года против «Нью-Джерси Нетс» и одержали в нём победу 94-79. Первые очки в истории команды в том матче набрал защитник Элвин Робертсон. В своём дебютном сезоне «Рэпторс» выступили очень слабо, одержав лишь 21 победу при 61 поражении, хотя они стали одной из немногих команд, сумевших в том сезоне переиграть «Чикаго Буллз» с Майклом Джорданом в составе, потерпевших лишь 10 поражений. Также хорошо проявил себя Дэймон Стадамайр, в среднем за игру набиравший 19 очков, делавший 9,3 передач и по итогам сезона признанный новичком года. Тренер Брендан Мэлоун после окончания сезона 1995/1996 был уволен.
Перед началом сезона 1996/1997 тренером был назначен Дэррелл Уокер. На драфте 1996 года «Рэпторс» под вторым номером выбрали центрового Маркуса Кэмби, с первого сезона ставшего важным игроком команды и по итогам своего дебютного сезона включённого в сборную новичков НБА. Продолжал хорошо играть Дэймон Стадамайр, в среднем за игру в сезоне набиравший 20,2 очков и делавший 8,8 передач. Как и в предыдущем сезоне «Рэпторс» стали одной из немногих команд, сумевших нанести поражение чемпионам 1997 года «Чикаго Буллз», а также они обыгрывали команды «Хьюстон Рокетс», «Юта Джаз» и «Майами Хит», которые в конце сезона стали финалистами конференций. Однако в матчах со слабыми командами «Рэпторс» испытывали трудности, так они три раза проиграли одной из слабейших команд сезона «Бостон Селтикс». В итоге канадский клуб вновь выступил слабо, хотя и одержал на девять побед больше, чем в дебютном сезоне.
В начале сезона 1997/1998 Джон Битоув выставил на продажу свою долю акций клуба. Айзея Томас, бывший совладельцем, не смог выкупить управляющий пакет акций и принял решение оставить должность генерального менеджера "Рэпторс. Новым владельцем стала корпорация Maple Leaf Sports & Entertainment, а новым генеральным менеджером был назначен Глен Грюнвальд. Кроме того, был переполнен лазарет команды, в результате чего «Рэпторс» потерпели 17 поражений подряд. После ухода Томаса, 13 февраля 1998 года, в «Портленд Трэйл Блэйзерс» был обменян ведущий игрок команды, Дэймон Стадамайр. В обмен на него, Уолта Уильямса и Карлоса Роджерса «Рэпторс» получили Кенни Андерсона, Элвина Уильямса, Гэри Трента, три выбора на драфте и денежную компенсацию. Однако Андерсон отказался переезжать в Канаду и вскоре был обменян в «Бостон Селтикс» вместе с Жаном Табаком и Попаем Джонсом на Чонси Биллапса, Ди Брауна, Роя Роджерса и Джона Томаса. После осуществления всех переходов «Рэпторс» стали самой молодой командой лиги, средний возраст игроков составлял 24 с половиной года. В составе было пять новичков, среди которых выделялся 18-летний Трэйси Макгрэди, в то время самый молодой игрок в НБА. Неопытная команда провела очень слабый сезон, одержав 16 побед и потерпев 66 поражений.
Во время драфта 1998 года Глен Грюнвальд обменял выбранного под 4-м номером Антуана Джеймисона на Винса Картера, выбранного клубом «Голден Стэйт Уорриорз» под пятым номером. Маркус Кэмби был обменян в «Нью-Йорк Никс» на опытного ветерана Чарльза Окли, имевшего богатый опыт выступлений в плей-офф, и Кевина Уиллиса, занявшего место основного центрового. В укороченном из-за локаута сезоне 1998/1999 «Рэпторс» под руководством тренера Бутча Картера выступили достаточно неплохо (23 победы при 27 поражениях), хотя и не попали в плей-офф. Очень ярко проявил себя Винс Картер, признанный по итогам сезона лучшим новичком года в НБА, также улучшил свою игру Трэйси Макгрэди.

### 1999—2002: Три сезона в плей-офф

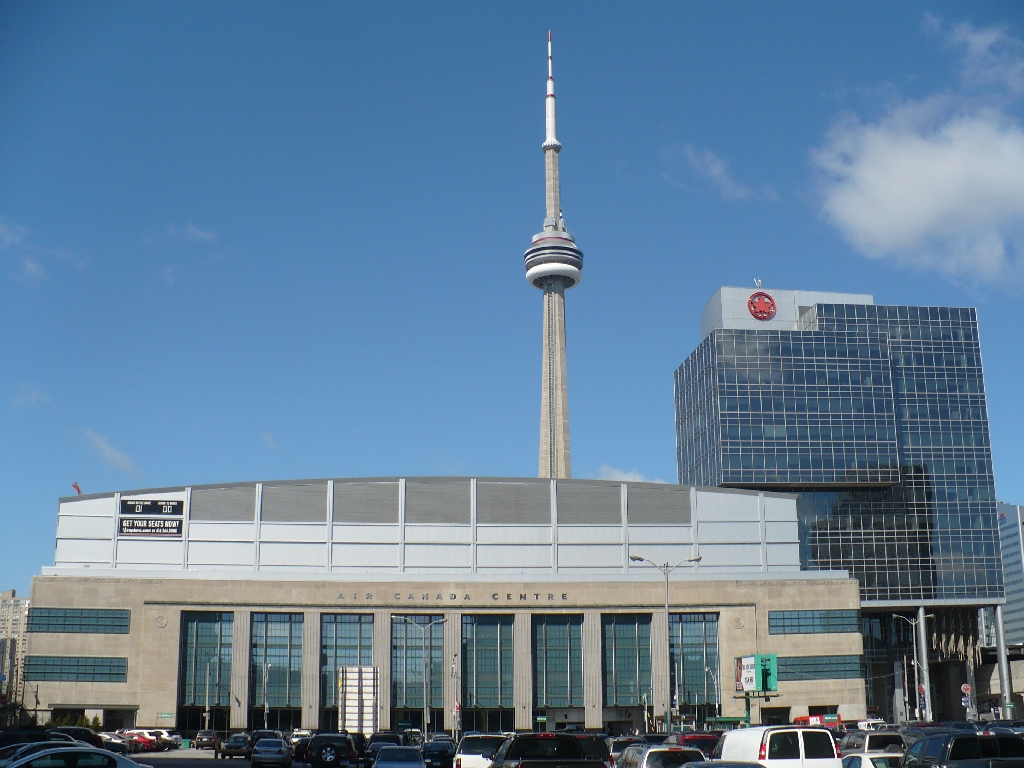
Стадион Air Canada Centre, на котором «Рэпторс» выступают с 1999 года

В феврале 1999 года «Торонто Рэпторс» переехали в новую арену «Air Canada Centre» после четырёх лет, проведённых в «SkyDome». Перед началом сезона 1999/2000 основой проблемой «Рэпторс» было отсутствие высококлассного игрока в передней линии, поэтому Грюнвальд обменял выбранного накануне на драфте 1999 года Джонатана Бендера на опытного тяжёлого форварда Антонио Дэвиса из «Индианы», который составил Чарльз Окли пару в передней линии. На Винса Картера и значительно прибавившего Трэйси Макгрэди была возложена основная нагрузка в атаке, основным атакующим защитником был Даг Кристи, а на позиции разыгрывающего попеременно играли Делл Карри, Элвин Уильямс, Ди Браун и Магси Богз. Сезон «Рэпторс» завершили с положительной разницей побед и поражений (45-37), заняли третье место в Центральном дивизионе и впервые в своей истории вышли в плей-офф. Однако в плей-офф неопытная команда была уже в первом раунде разбита игроками «Нью-Йорк Никс» (3-0 в серии). Тем не менее, общий подъём команды и в частности результативная и зрелищная игра Винса Картера, выигравшего в 2000 году конкурс слэм-данков и принявшего участие в матче всех звёзд НБА, привлекли в клуб новых болельщиков, ранее баскетболом не интересовавшихся.
Перед началом сезона 2000/2001 Грюнвальд заменил тренера Бутча Картера опытным Ленни Уилкенсом, имевшим более 30 лет тренерской практики. Был подписан контракт с опытным плей-мейкером Марком Джексоном, которого вскоре из состава вытеснил Элвин Уильямс. На драфте был выбран перспективный лёгкий форвард Моррис Питерсон. Винс Картер перешёл на позицию атакующего защитника, вследствие чего Дага Кристи обменяли на форварда Корлисса Уильмсона. Однако Уильмсон провёл слабый сезон и был заменён Джеромом Уильямсом. Также было решено разбить дуэт Картера и Макгрэди, которые играли одинаковую роль в команде и мешали друг другу раскрыть весь свой потенциал, к тому же у Макгрэди заканчивался контракт, и он был обменян в «Орландо Мэджик» на выбор в первом раунде драфта.

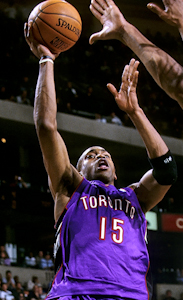
Винс Картер был ключевым игроком «Рэпторс» конца 1990-х — начала 2000-х

В регулярном сезоне 2000/2001 «Торонто Рэпторс» выступили весьма уверенно, одержав 47 побед при 35 поражениях. Вновь выделялся Винс Картер, в среднем за игру набиравший лучшие в его карьере 27,6 очков. Картер и Антонио Дэвис приняли участие в матче всех звёзд НБА 2001 года, Моррис Питерсон играл за сборную новичков. В первом раунде плей-офф в соперники «Рэпторс» вновь достался клуб «Нью-Йорк Никс», но в этот раз усилиями Элвина Уильямса и Винса Картера удалось нейтрализовать основную атакующую силу Никс в лице защитника Аллана Хьюстона и форварда Лэтрелла Спрюэлла. В упорной борьбе «Рэпторс» одержали в серии победу со счётом 3-2, однако в следующем раунде им предстояло играть с клубом «Филадельфия Севенти Сиксерс», в составе которого выступал лучший игрок сезона Аллен Айверсон. Однако решающим стало преимущество «Филадельфии» в передней линии, где играл высокий центровой Дикембе Мутомбо, великолепно действовавший в игре под кольцом. В последнем матче серии канадский клуб был в шаге от победы, но решающий бросок не реализовал Винс Картер, в результате сильнее оказалась «Филадельфия», победившая в серии со счётом 4-3. Несмотря на поражение, тот сезон является самым успешным в истории «Рэпторс».
После переезда «Ванкувер Гриззлис» в американский город Мемфис в 2001 году «Рэпторс» стали единственной канадской командой в НБА. В межсезонье были подписаны долгосрочные контракты с основными игроками команды, Элвином Уильямсом, Джеромом Уильямсом и Антонио Дэвисом, также в команду был приглашён опытнейший центровой Хаким Оладжьювон. В середине сезона 2001/2002 «Рэпторс» уверенно шли к третьему подряд выходу в плей-офф, но потеря Винса Картера, выбывшего из-за травмы до конца сезона, чуть было не поставила крест на амбициях клуба. Без своего ведущего игрока «Рэпторс» проиграли 13 подряд матчей, однако в конце сезона им удалось наладить игру и выиграть 12 из 14 оставшихся матчей во многом благодаря уверенной игре Антонио Дэвиса. Регулярный сезон клуб из Торонто закончил с 42 победами и 40 поражениями, что позволило занять восьмое место в Восточной конференции и выйти в плей-офф.
В плей-офф в соперники «Рэпторс» достался клуб «Детройт Пистонс», посеянный под вторым номером. Без Картера канадская команда испытывала серьёзные проблемы в этом противостоянии, но всё-таки до последнего боролась с фаворитом. Хотя первые два матча были проиграны, на домашней арене «Рэпторс» одержали две победы. Судьба противостояния решалась в пятой игре в Детройте, в которой «Рэпторс» уступили со счётом 85-82.

### 2002—2006: Новая серия неудач
Сезон 2002/2003 начинался для «Рэпторс» достаточно оптимистично, команда вновь собиралась играть в плей-офф, но из-за травм ключевых игроков сезон оказался провальным. С травмами на длительные сроки выбыли новички команды Лэмонд Мюррей и Линдси Хантер, а также ведущие игроки предыдущих сезонов Винс Картер и Антонио Дэвис. В том сезоне «Рэпторс» установили сразу два антирекорда НБА: ни в одном из матчей они не смогли выставить полноценный состав из 12 игроков, а также игроки команды пропустили рекордное количество игр из-за травм. В результате сезон «Рэпторс» завершили с 24 победами при 58 поражениях и Ленни Уилкенс был уволен с должности главного тренера. Единственным светлым моментом в сезоне стало получение права выбирать на драфте 2003 года под четвёртым номером, которое было использовано для приобретения Криса Боша, ставшего ключевым игроком команды в последующие годы.

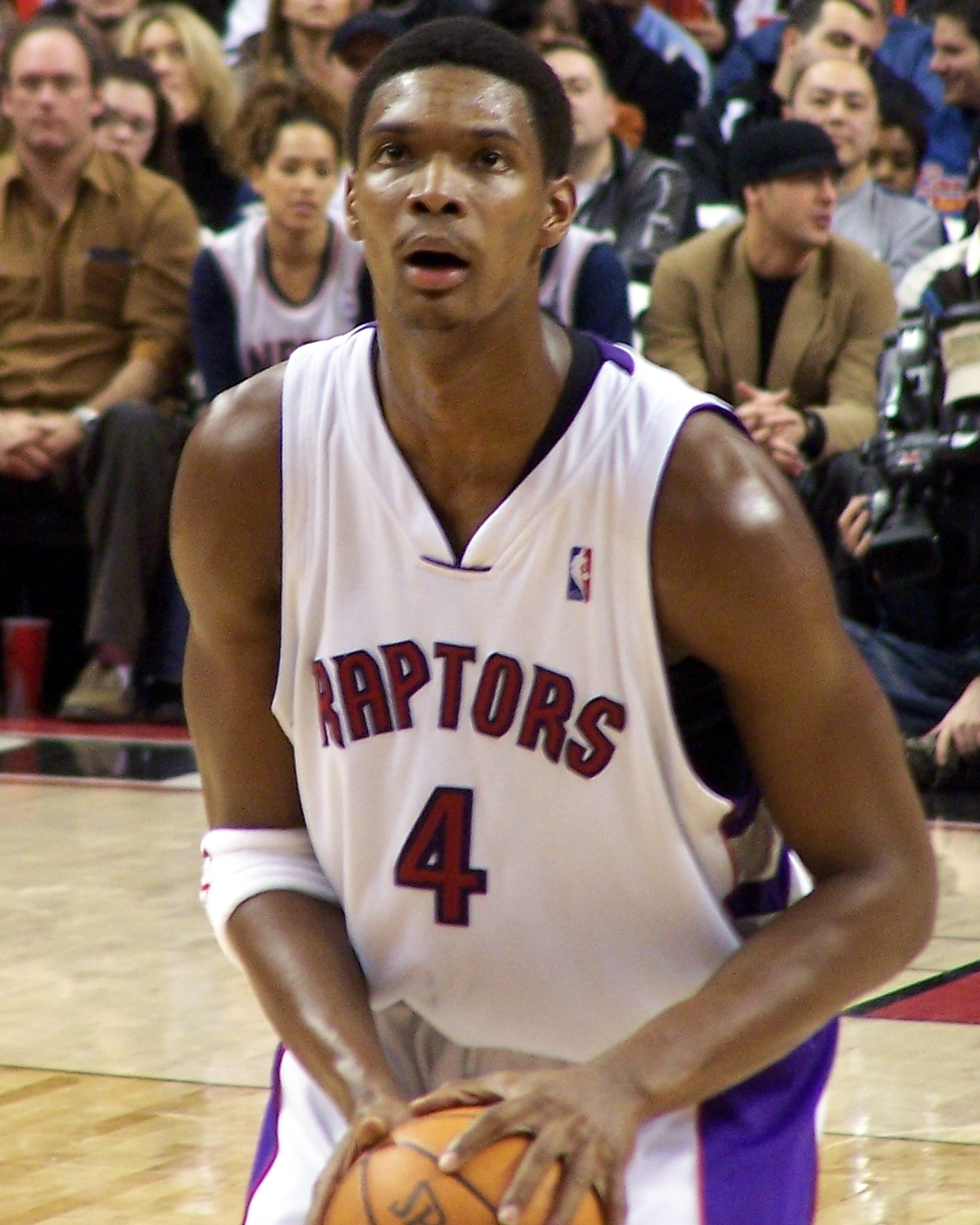
После ухода Винса Картера роль лидера «Рэпторс» взял на себя Крис Бош

Перед началом сезона 2003/2004 новым главным тренером «Рэпторс» был назначен Кевин О’Нилл, не имевший до этого опыта работы главным тренером клуба НБА. Чтобы дать больше игрового пространства новичка Крису Бошу, Грюнвальд в начале сезона обменял Антонио Дэвиса и Джерома Уильямса на Джалена Роуза и Доньелла Маршалла. После 50 игр регулярного сезона «Рэпторс» имели 25 побед и 25 поражений, но очередная серия травм Винса Картера, Элвина Уильямса и Джалена Роуза в концовке сезона лишила команду, одержавшую лишь 8 побед при 24 поражениях, шансов на попадание в плей-офф. 1 апреля 2004 года Глен Грюнвальд был уволен с должности генерального менеджера, вслед за ним был уволен и тренер О’Нилл. 19-летний Крис Бош по итогам своего дебютного сезона в НБА был включён в первую сборную новичков.
Новым генеральным менеджером был назначен Роб Бэбкок, ранее работавший с клубом «Миннесота Тимбервулвз», а его помощниками стали известные в прошлом игроки Уэйн Эмбри и Алекс Инглиш. Главным тренером Бэбкок назначил Сэма Митчелла, до этого работавшего ассистентом тренера в «Милуоки Бакс». В сезоне 2004/2005 в связи с расширением лиги было произведено перераспределение команд по дивизионам, в результате которого «Рэпторс» были переведены в Атлантический дивизион. На драфте 2004 года под восьмым номером был выбран бразильский центровой Рафаэль Араужо, который в итоге совершенно не оправдал возложенных на него надежд. В межсезонье потребовал перехода в другую команду Винс Картер, хотевший играть в более сильном клубе, и в середине сезона его обменяли в «Нью-Джерси Нетс» на опытного центрового Алонзо Моурнинга, форвардов Эрика Уильямса и Аарона Уильямса и два выбора на будущем драфте. Моурнинг отказался переходить в «Рэпторс», и Бэбкоку пришлось выкупить его контракт за 10 миллионов долларов. Эрик и Аарон Уильямсы должны были улучшить игру команды в защите и на подборах, но тренер не доверял им много игрового времени. В итоге за своего ключевого на протяжении шести с половиной сезонов игрока «Рэпторс» не получили почти ничего.
Уход Картера стал концом одного периода в истории «Торонто Рэпторс» и началом нового. Крис Бош стал ключевым игроком клуба и в свой второй сезон показал себя высококлассным универсальным форвардом, эффективно действующим как в атаке, так и в защите. В то же время новичок Араужо играл довольно слабо, и уже к середине сезона стало очевидно, что выбор его на драфте был ошибочным. Проблемным оказался и другой новичок команды, разыгрывающий защитник Рафер Элстон, который играл неплохо, но на протяжении всего сезона конфликтовал с тренером Митчеллом. Сезон 2004/2005 «Рэпторс» завершили с 33 победами и 49 поражениями, при этом дома команда играла достаточно уверенно (22-19), но на выезде играла слабо (11-30).
На драфте 2005 года Рэпторс выбрали четырёх игроков: Чарли Вильянуэву, Джоуи Грэма, Роко Укича и Уроша Слокара. Проблемного Элстона обменяли в «Хьюстон Рокетс» на Майка Джеймса, также на роль запасного разыгрывающего был приглашён испанец Хосе Кальдерон. Несмотря на появление в команде новых игроков улучшения игры «Торонто» в сезоне 2005/2006 не произошло. Наоборот, команда стартовала с 15 поражений в первых 16 играх сезона. Чтобы хоть как-то улучшить ситуацию на должность ассистента тренера был приглашён опытный наставник Джин Киди, долгие годы работавший в студенческом баскетболе, его задачей была работа с молодыми игроками.
В январе 2006 года «Рэпторс» впадали в крайности, сначала они с рекордным для себя счётом 129—103 обыграли «Нью-Йорк Никс», а всего через неделю в матче с «Лос-Анджелес Лейкерс» главная звезда калифорнийского клуба, Коби Брайант, набрал в той игре 81 очко, что является вторым результатом в истории НБА. Поскольку команда находилась в глубоком кризисе, руководство приняло решение об увольнении с должности генерального менеджера Роба Бэбока, которому в вину ставились обмен Картера и неудачные выборы на драфтах.
Сезон 2005/2006 не стал для «Рэпторс» полным провалом. Хорошо проявил себя Чарли Вильянуэва, занявший второе место в опросе на звание новичка года. Крис Бош был приглашён на матч всех звёзд НБА 2006 года, став третьим представителем «Рэпторс», после Картера и Дэвиса, игравшим в матче всех звёзд. 27 февраля 2006 года новым генеральным менеджером и президентом клуба был назначен Брайан Коланжело, удостоенный в 2005 году звания лучшего менеджера года. Ранее ему удалось сделать из скромного «Финикс Санз» одну из сильнейших команд лиги, поэтому болельщики с оптимизмом смотрели в будущее и возлагали на Коланжело большие надежды. Сезон «Рэпторс» завершили с 27 победами при 55 поражениях.

### 2006—2013: Эра Брайана Коланжело

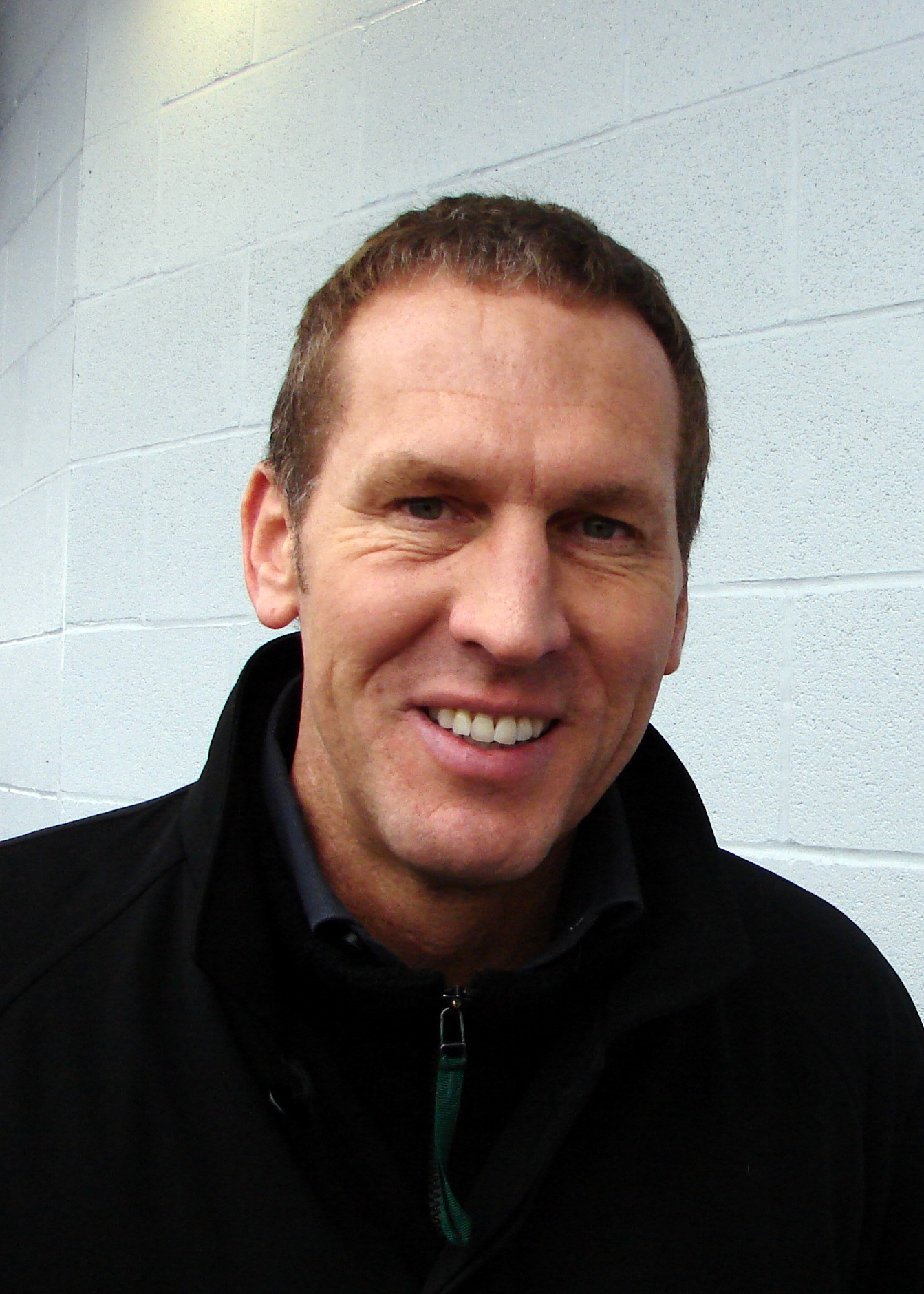
Брайан Коланжело, генеральный менеджер «Торонто Рэпторс»

Перед началом сезона 2006/2007 Брайан Коланжело существенно усилил состав «Рэпторс». На драфте 2006 года под первым номером был выбран итальянский форвард/центровой Андреа Барньяни, поэтому Чарли Вильянуэву обменяли в «Милуоки Бакс» на разыгрывающего Ти Джея Форда. Также Коланжело подписал контракты с атакующим защитником Энтони Паркером и испанским форвардом Хорхе Гарбахосой. Контракт с Бошем был продлён на три года. Вице-президентом и ассистентом генерального менеджера был назначен итальянец Маурицио Джерардини, ранее успешно работавший с «Бенеттоном».
В начале сезона «Рэпторс» играли нестабильно, но к концу сезона игроки сыгрались друг с другом, в результате чего команда уверенно завершила сезон с 47 победами при 35 поражениях, заняла первое место в Атлантическом дивизионе и третье место в Восточной конференции. Крис Бош показал лучшую в карьере результативность по очкам и подборам и был выбран для участия в матче всех звёзд 2007 года в качестве игрока стартовой пятёрки. Сэм Митчелл по итогам сезона был признан тренером года, став первым наставником «Рэпторс», удостоенным этой награды, а Брайан Коланжело во второй раз в карьере был признан менеджером года. Однако в плей-офф команда из Торонто уступила в первом раунде «Нью-Джерси Нетс» со счётом 4-2 в серии.
Перед началом сезона 2007/2008 в составе «Рэпторс» были произведены некоторые изменения. Команду пополнили олимпийский чемпион 2004 года Карлос Дельфино, лёгкий форвард Джамарио Мун и специалист по трёхочковым броскам Джейсон Капоно, а опытный форвард Моррис Питерсон перешёл в «Нью-Орлеан Хорнетс». Костяк «Рэпторс» остался прежним, однако травмы Гарбахосы, Боша и Форда, а также нестабильная игра Барньяни не позволили команде повторить успех предыдущего сезона. Регулярный сезон «Рэпторс» завершили с равным количеством побед и поражений (по 41) и в плей-офф оказались посеяны лишь под шестым номером. В первом раунде в соперники канадцам достался клуб «Орландо Мэджик», легко победивший в серии со счётом 4-1. Основными проблемами «Рэпторс» были слабая игра на подборах и в защите, а также отсутствие высококлассного лёгкого форварда.

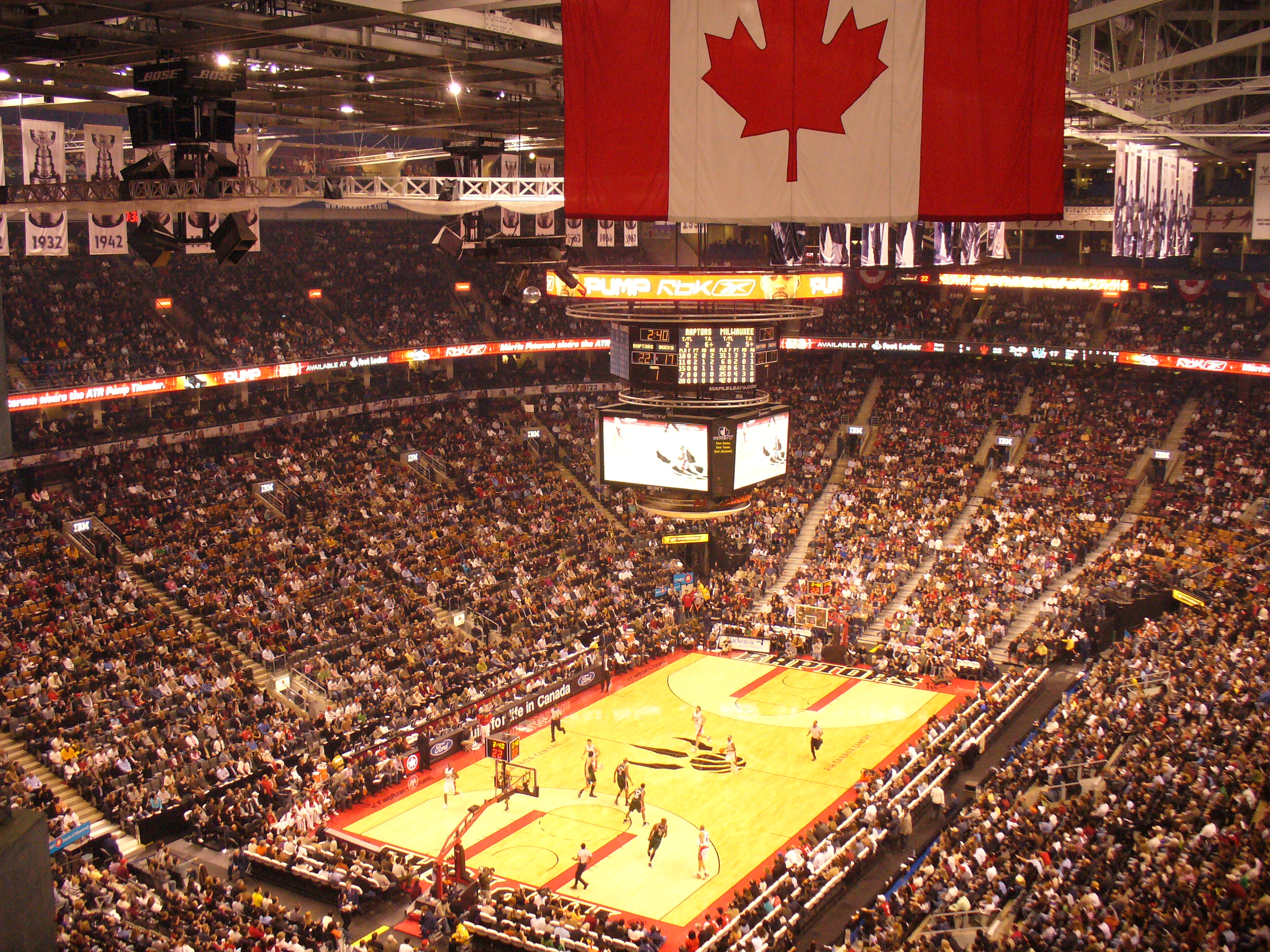
Air Canada Centre в сезоне 2006/2007

Перед началом сезона 2008/2009 «Торонто Рэпторс» существенно усилили переднюю линию, заполучив в свои ряды шестикратного участника матча всех звёзд Джермейна О’Нила, перешедшего из клуба «Индиана Пэйсерс» в обмен на Форда (который уступил место в стартовой пятёрке испанцу Кальдерону), Рашо Нестеровича, Масео Бастона и новичка Роя Хибберта. Предполагалось, что О’Нил займёт позицию стартового центрового, а Барньяни, проведший лето в интенсивных тренировках, будет выходить со скамейки. Несмотря на приход О’Нила, стабильно делавшего подборы и блок-шоты, и игру прибавившего Барньяни, в начале сезона 2008/2009 Рэпторс играли нестабильно, и после 8 побед при 9 поражениях в первых 17 матчах Сэм Митчелл был уволен, а его преемником был назначен Джей Триано, работавший в клубе ассистентом тренера ещё со времён Ленни Уилкенса. Триано, ранее тренировавший сборную Канады, стал первым в истории НБА канадским тренером. Свою работу он начал с экспериментов с составом, которые долгое время не приносили результата, и накануне февральского матча всех звёзд «Рэпторс» имели 21 победу и 34 поражения. В середине февраля О’Нил, проигравший стартовую позицию набравшему форму Барньяни, вместе с Джамарио Муном был отправлен в «Майами Хит» в обмен на Шона Мэриона и Маркуса Бэнкса. Однако сезон было уже не спасти и за семь матчей до окончания регулярного сезона клуб лишился шансов на попадание в плей-офф. В итоге команда одержала 33 победы при 49 поражениях, но с Джеем Триано руководство решило продолжить сотрудничество и подписало с ним контракт на три года, его помощниками стали известные в прошлом игроки Алекс Инглиш, Марк Айаварони и бывший игрок «Рэпторс» Элвин Уильямс.
Летом 2009 года команду покинули Шон Мэрион и Энтони Паркер, ставшие свободными агентами, зато проблемную зону лёгкого форварда закрыл турок Хедо Туркоглу из «Орландо Мэджик». На драфте 2009 года под девятым номером был выбран атакующий защитник Демар Дерозан, занявший в стартовой пятёрке место ушедшего Паркера. Также заднюю линию усилили защитники Джаррет Джек из «Индианы» и итальянец Марко Белинелли из «Голден Стэйт Уорриорз». На протяжении всего сезона «Рэпторс» шли с примерно равным количеством побед и поражений и до последнего дня регулярного сезона претендовали на попадание в плей-офф. Однако травма Криса Боша в конце сезона помешала команде в конце сезона удержать 8-е место в Восточной конференции, чем воспользовался клуб «Чикаго Буллз», одержавший на 2 победы больше. Несмотря на прогресс в игре Боша и Барньяни, второй сезон подряд «Рэпторс» не смогли пробиться в плей-офф, хотя и улучшили свои результаты по сравнением с предыдущим сезоном.
Перед сезоном 2010/11 руководство клуба, боясь потерять Боша и не получить никакой компенсации, решила подписать договор с «Хит», по которому Бош переходит в Майами, а «Рэпторс» возвращают обратно своё право выбора в драфте, которое они отдали при переходе Джермейна О’Нила. «Рэпторс» также получают право выбора Майами в первом раунде драфта 2011 года и право выбрать игрока или нескольких игроков у «Хит» на сумму 16 млн долларов. После продажи Боша, Коланжело обменял Кальдерона, Эванса и Туркоглу на Тайсона Чендлера, Леандро Барбоза и Бориса Дьяо, однако сделка с Чендлером сорвалась и он был продан в «Даллас Маверикс».

### 2013 — 2018: Массаи Уджири
1 июня 2013 года новым генеральным менеджером «Торонто Рэпторс» стал Массаи Уджири. В его руках оказалась ослабленная Коланжелом команда. Лучший менеджер сезона 2012/13 взял инициативу в свои руки. Первым делом, Массаи отчислил Андреа Барньяни и других игроков, которые достигли своего потолка. Вместо них менеджер подписал Грейвиса Васкеса, Тайлера Хэнсбро, Патрика Паттерсона и Чака Хейза. Продуманными действиями Уджири вывел команду в плей-офф сезона 2013/2014, где «Рэпторс» встретились с командой «Бруклин Нетс». «Торонто» не удалось пройти первый раунд.
К сезону 2014/15 Массаи подготовился основательно. На драфте Уджири поставил цель любой ценой заполучить канадца Эндрю Уиггинса, но его взяли ранее. Под 20-м номером команда выбрала лёгкого форварда Бруно Кабокло. Также были подписаны разыгрывающий Луис Уильямс, центровой Грег Стимсма и мощный форвард Джеймс Джонсон.
Сезон 2014/15 команда провела удачно. Клуб установил свой новый рекорд по количеству побед в регулярном сезоне (49 побед и 33 поражения). Кайл Лоури попал в старт команды востока в матче всех звезд, Терренс Росс стал победителем Слэм-Данк Контеста а Лу Уильямс получил награду лучшего 6-го игрока.

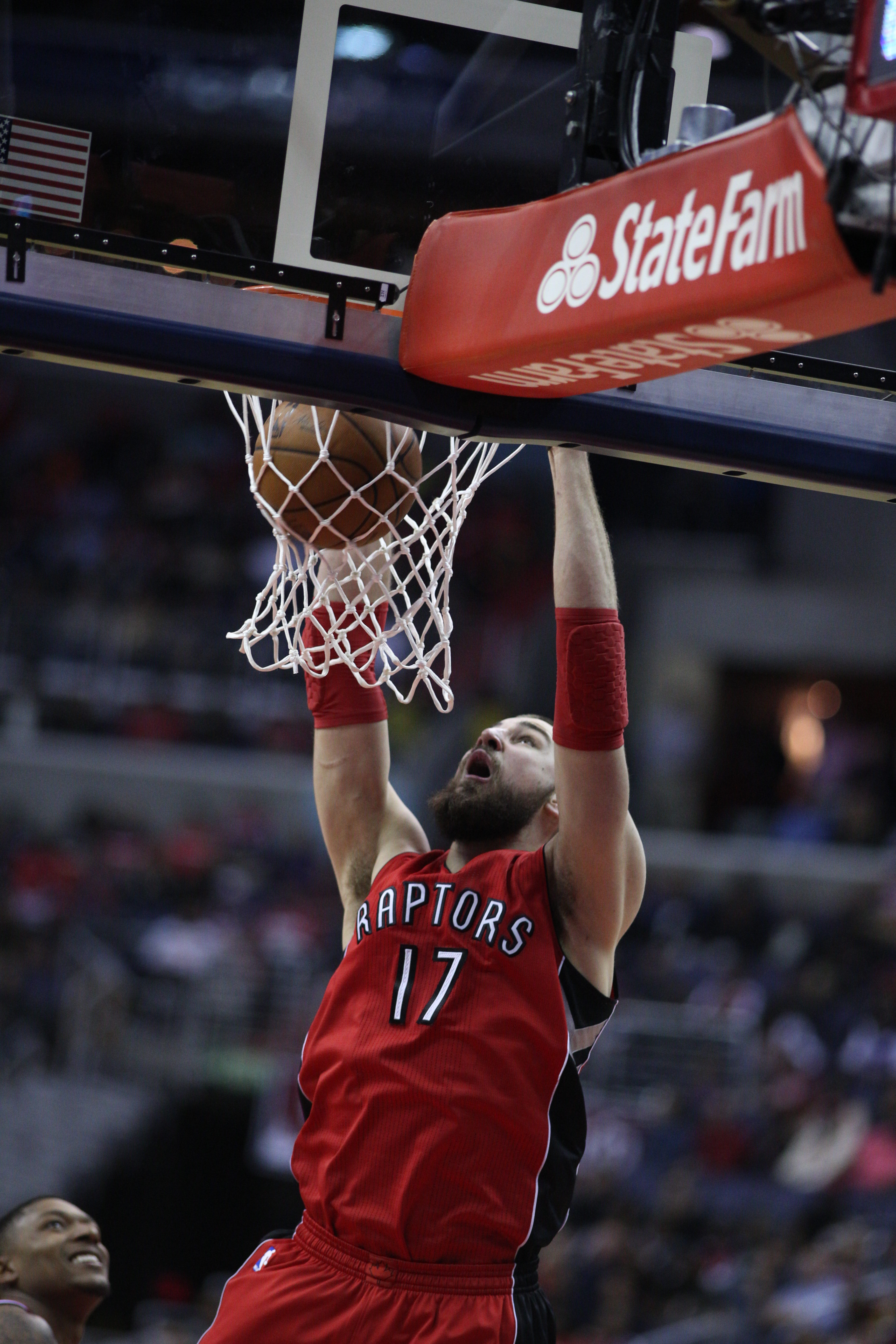
Йонас Валанчюнас в матче первого раунда плей-офф 2015 против «Вашингтон Уизардс»

В плей-офф «Торонто» встретились с командой «Вашингтон Уизардс». Этот раунд команде было суждено не пройти. «Торонто» проиграли серию со счетом 4:0.
Как только завершился сезон, Массаи поставил перед собой цель продвинуть команду максимально дальше. Он не стал предлагать новый контракт Уильямсу, который перешёл в «Лос-Анджелес Лейкерс». На драфте был выбран игрок Делон Райт, а Грейвиса Васкеса обменяли в «Милуоки» на Нормана Пауэлла и пик драфта 2017 года. Массаи отчислил, Стимсму и Филдса. Амир Джонсон перешёл в «Бостон Селтикс», Чак Хейз в «Хьюстон Рокетс», а Тайлер Хэнсбро в «Шарлотт Хорнетс».
Массаи ставил себе цель обязательно подписать канадца. И он достиг её. Уджири подписал контракт с разыгрывающим Кори Джозефом и Энтони Бэннетом. Также был подписан Луис Скола и центровой Бисмак Бийомбо. По ходу сезона, Энтони Бэннета отчислили, а вместо него подписали Джейсона Томпсона.
Новый сезон стал для команды по-настоящему историческим. «Торонто» обновили рекорд по количеству побед в сезоне (56 побед и 26 поражений).
В плей-офф команда впервые за свою историю прошла в полуфинал НБА (Финал конференции), где потерпела поражение от команды «Кливленд Кавальерс». Серия была проиграна со счетом 4:2. Бисмак Бийомбо установил командный рекорд по количеству подборов за матч в плей-офф (26).
Помимо этого, сразу два игрока попали на матч всех звезд, а именно Демар Дерозан И Кайл Лоури, который, помимо этого, принял участие в конкурсе трехочковых.
На драфте 2016 года под 9-м пиком был выбран центровой Якоб Пёлтл и под 27-м мощный форвард Паскаль Сиакам. Бисмак Бийомбо перешёл в «Орландо Мэджик», Луис Скола в «Бруклин Нетс», Джеймс Джонсон в «Майами Хит». Был переподписан Дерозан и подписан Джаред Саллинджер.
В сезоне 2015/2016 «Рэпторс» впервые достигли 50 побед в регулярном сезоне благодаря домашней победе над «Атланта Хокс» со счётом 105–97 30 марта 2016 года. На следующий день команда выиграла титул Атлантического дивизиона третий раз подряд благодаря поражению «Бостон Селтикс» от «Портленд Трэйл Блэйзерс» со счётом 116-109. В плей-офф команда вошла под вторым номером с востока. В первом раунде плей-офф соперником «Торонто Рэпторс» были «Индиана Пэйсерс». В серии были сыгпаны все семь матчей, и ,одержав победу в последнем матче со счётом 89-84 «Рэпторс» прошли в следующий раунд. Следующим соперником команды стали «Майами Хит». «Рэпторс» выиграли эту серию, сыграв все семь матчей, и вышли в финал восточной конференции, где их соперником стала команда «Кливленд Кавальерс». Эту серию «Торонто Рэпторс» проиграли со счётом 4-2.
В рамках подготовки к следующему сезону, «Торонто Рэпторс» совершили ряд трансферов. В том числе они обменяли Терренса Росса и пик первого раунда драфта на Сержа Ибаку из «Орландо Мэджик». Также «Рэпторс» обменяли двух игроков, выбранных на втором раунде драфта и Джареда Силлингера на Пи Джей Такера из «Финикс Санз».

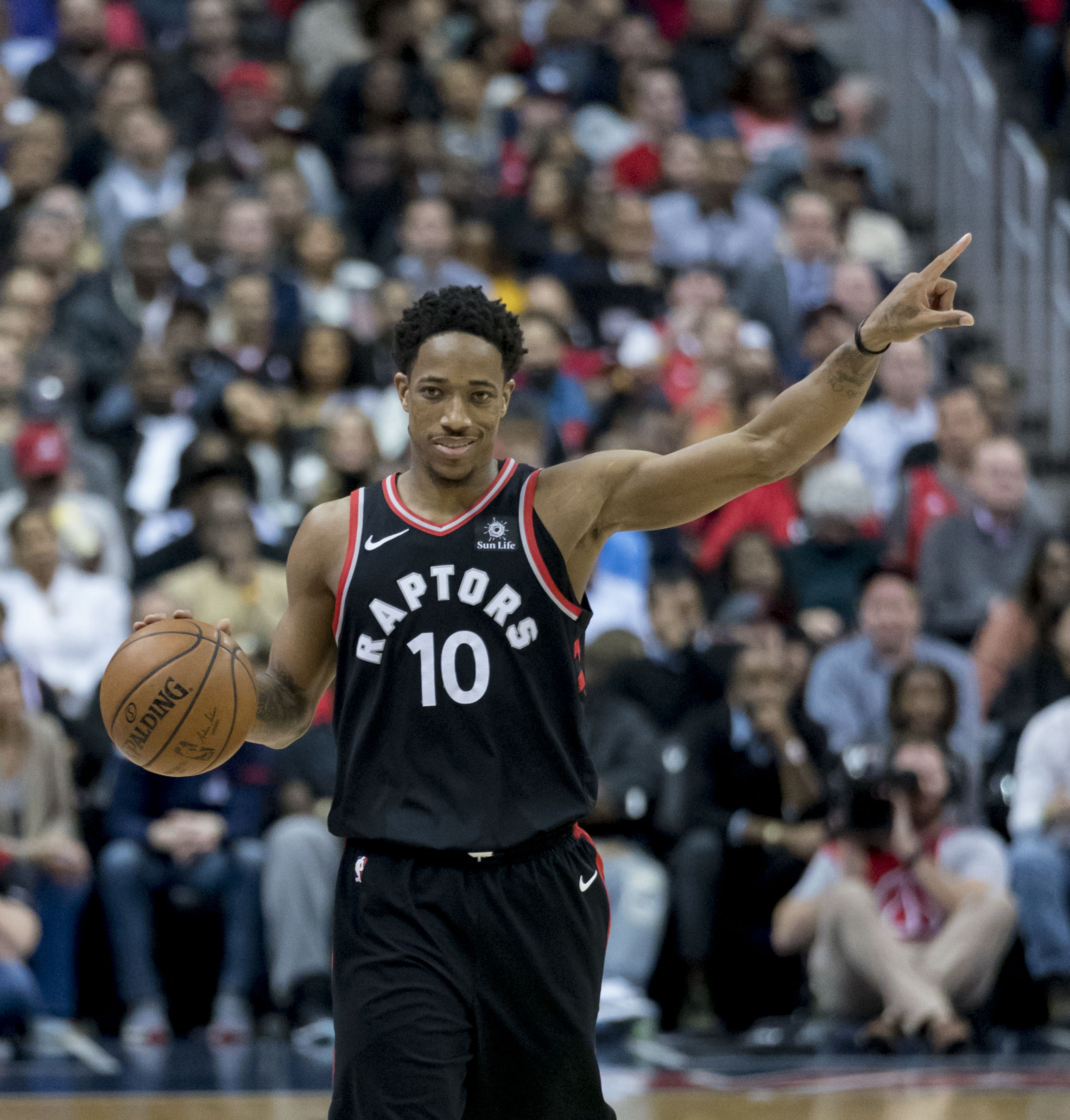
ДеМар ДеРозан в 2018 году

Сезон 2016-2017 оказался для «Рэпторс» менее удачным, чем предыдущий. Команда вышла в плей-офф под третьим номером востока. В первом раунде соперником Торонто стали «Милуоки Бакс», серия с которыми завершилась со счётом 4-2 в пользу «Торонто Рэпторс». В следующем раунде Торонто противостоял Кливленд, серию с которыми они проиграли не выиграв ни единого матча.
1 января 2018 года ДеМар ДеРозан набрал рекордные 52 очка в матче против «Милуоки Бакс», который «Рэпторс» выиграли с счётом 131-127 в овертайме. ДеРозан стал третьим игроком в истории команды, набравшим 50 или более очков в одной игре. До него это делали Винс Картер и Терренс Росс, но у них было по 51 очку.
7 марта 2018 «Рэпторс» стали первой командой, обеспечившей себе место в плей-офф сезона 2017-2018, выиграв у «Детроит Пистонс» со счётом 121-119. Тем самым «Торонто Рэпторс» установили рекорд франшизы с самым ранним выходом в плей-офф, сделав это после 64 матчей. 6 апреля 2018 года, обыграв Индиану команда впервые в истории стала чемпионом регулярного сезона восточной конференции.
В первом раунде плей-офф «Рэпторс» сыграли с «Вашингтон Уизардс». Торонто одержали победу в серии со счётом 4-2. Во втором раунде соперниками «Торонто Рэпторс» снова стали «Кливленд Кавальерс». Как и в предыдущем сезоне, серия завершилась со счётом 4-0 в пользу Кливленда. Несмотря на статус тренера года, Дуэйн Кейси был уволен с поста главного тренера «Рэпторс». Новым главным тренером команды стал Ник Нёрс.

### 2019-наше время: Ник Нёрс

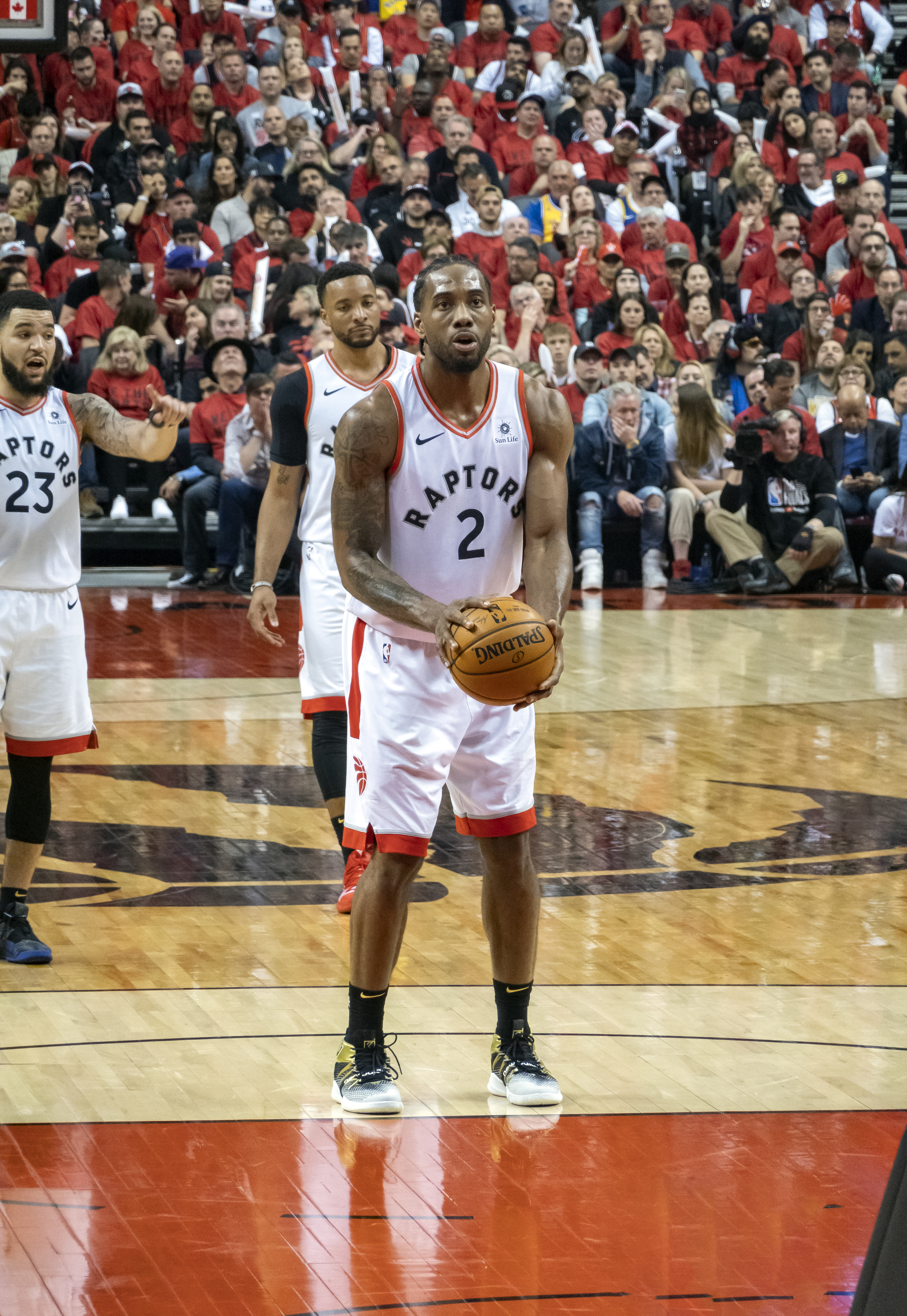
Кавай Леонард во втором матче финала НБА 2019

В июле 2018 года «Торонто Рэпторс» совершили обмен с «Сан-Антонио Спёрс». «Рэпторс» отдали ДеМара ДеРозана и Якоба Пёлтла в обмен на Кавая Леонарда и Дэнни Грина. Затем, под конец срока, когда можно совершать трансферы, «Рэпторс» отдали Йонаса Валанчюнаса, Делона Райта и Си Джей Майлза в «Мемфис Гриззлис» в обмен на Марка Газоля, а вскоре клуб подписал Джереми Лина.
Сезон 2018-2019 «Рэпторс» начали с рекорда. Клуб выиграл шесть первых матчей из шести, что стало лучшим стартом сезона в истории франшизы. Команда достигла отметки в 20 побед быстрее, чем когда-либо в своей истории, выиграв 24-й матч сезона 1 декабря против Кливленда. 13 января 2019 года «Торонто Рэпторс» побили рекорд по числу набранных очков, после того, как победили «Вашингтон Уизардс» со счетом 140–138 после двух овертаймов.

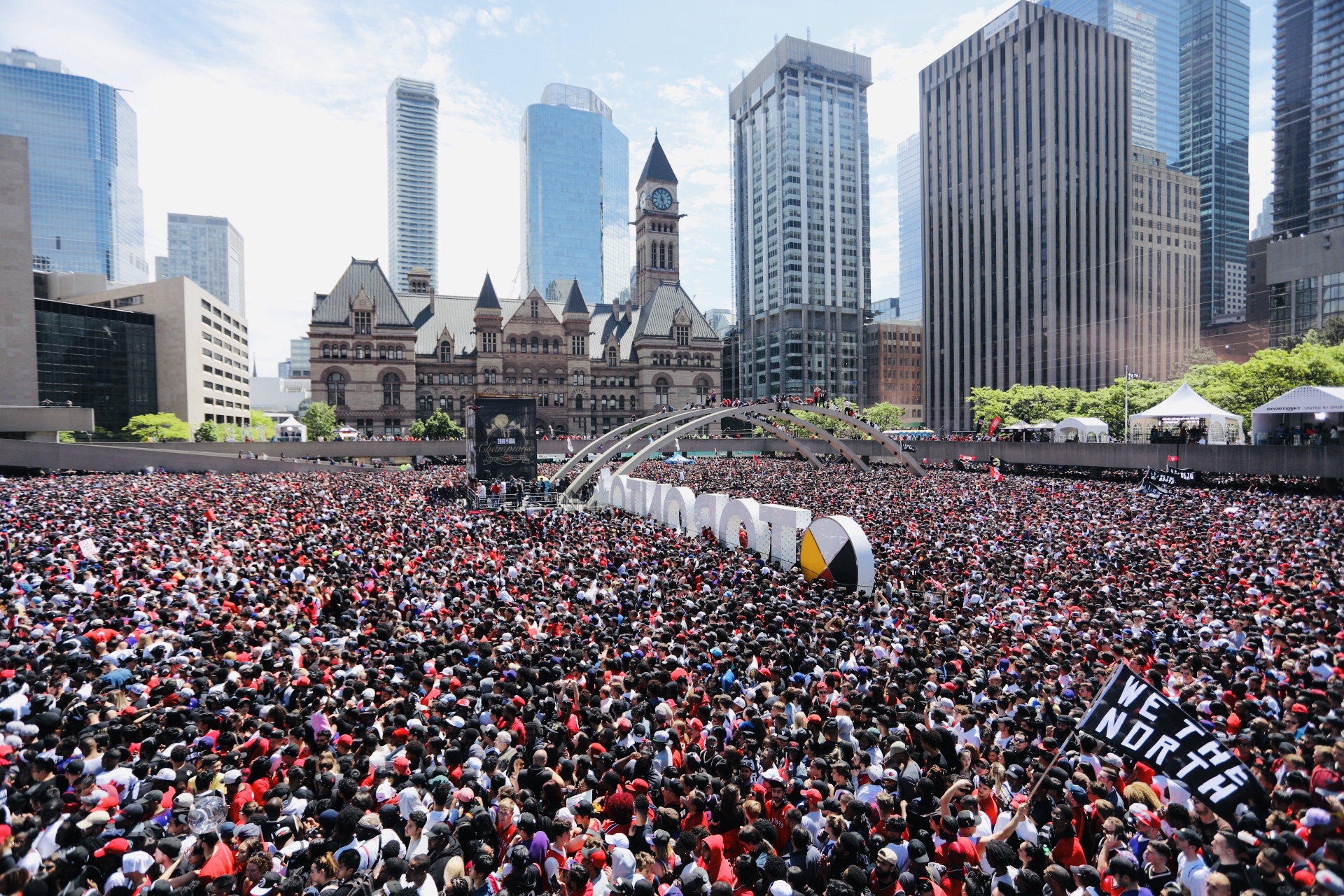
Фанаты «Рэпторс» празднуют победу клуба в финале НБА на площади Натана Филлипса в Торонто

Несмотря на то, что Леонард не участвовал более чем в 20 играх из-за травмы, полученной в предыдущем сезоне, «Рэпторс» закончили регулярный сезон со вторым результатом на востоке и вторым результатом в лиге после «Милуоки Бакс». В первом раунде плей-офф «Торонто Рэпторс» играли против «Орландо Мэджик». Торонто  прошли в следующий раунд, победив соперника со счётом 4-1. Во втором раунде против «Рэпторс» играли «Филадельфия Севенти Сиксерс». Серия продолжалась семь матчей. В седьмом матче при счёте 90-90 за несколько мгновений до сирены Кавай Леонард забросил мяч с 15 футов, чем вывел свою команду в финал восточной конференции. В финале конференции «Рэпторс» встретились с «Милуоки Бакс». После двух поражений в Милуоки, «Торонто Рэпторс» выиграли четыре матча подряд и впервые в своей истории вышли в финал НБА. В финале их соперниками были действующие чемпионы «Голден Стэйт Уорриорз». Выиграв шестой матч серии, «Рэпторс» завершили серию со счётом 4-2 в свою пользу и впервые стали чемпионами НБА. Кавай Леонард был назван MVP финала NBA. «Торонто Рэпторс» стали первой неамериканской командой, которая выиграла титул NBA (и трофей Ларри О'Брайена) и первая неамериканская команда, выигравшая чемпионат в любой из четырех главных североамериканских спортивных лиг (МЛБ, НФЛ, НБА и НХЛ) с тех пор, как Торонто Блю Джейс выиграла Мировую серию в 1993 году.
21 апреля 2023 года «Торонто Рэпторс» объявили об увольнении Нерса.

## Домашняя арена
Свои первые 4 сезона в НБА «Рэпторс» играли домашние игры на площадке «SkyDome», пока шло строительство их собственной арены «Air Canada Centre». Первоначально планировалось, что команда проведет в «SkyDome» первые два сезона, однако новая арена была построена только в 1999 году. Первый матч в «SkyDome» «Рэпторс» провели 3 ноября 1995 года против «Нью-Джерси Нетс» и одержали в нём победу 94-79. Последний матч состоялся 20 февраля 1999 года, когда «Рэпторс» выиграли у команды «Милуоки Бакс» о счетом 90-82. По мнению одного из ведущих игроков команды Трэйси Макгрэди, «SkyDome» одна из худших арен в НБА. Эта арена изначально не предназначался для проведения баскетбольных игр. «SkyDome» был последним построенным «гибридным» стадионом и использовался в основном для проведения бейсбольных игр и соревнований по американскому футболу. Специальная конструкция позволяет нижним трибунам, которые образуют острый угол в бейсбольном стадионе, перемещаться, становясь параллельно полю во время футбольных матчей. Во время же баскетбольных матчей арена находится очень далеко от зрителей.
В сезонах 1997-99 «Рэпторс» сыграли шесть домашних матчей на арене «Maple Leaf Gardens». Также в сезонах 1995/96 и 1996/97 команда играла по 3 домашних матча на арене «Copps Coliseum».
Строительство собственной баскетбольной арены «Торонто Рэпторс» началось в 1997 году. В 1988 году клуб и недостроенную арену купила компания Maple Leaf Sports & Entertainment, которая также искала замену домашней арене «Торонто Мейпл Лифс» «Maple Leaf Gardens». Проект арены был сильно переработан для проведения хоккейных матчей. Открытие арены стало одним из самых ожидаемых событий в городе. Первый свой матч на новой арене «Рэпторс» сыграли 21 февраля 1999 года против «Ванкувер Гриззлис», в котором одержали победу 102-87. Все билеты на этот матч были полностью распроданы. В сезоне 2001/02 были полностью распроданы билеты в 40 из 41 домашних матчей.

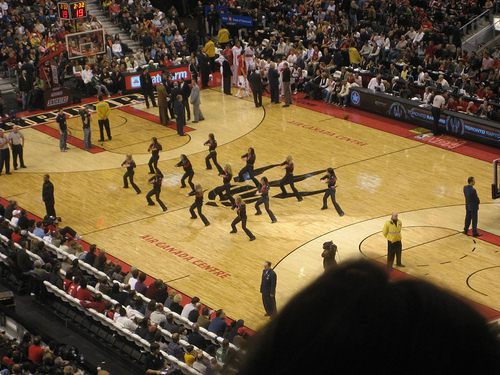
Выступление команды поддержки «Торонто Рэпторс». В центре площадки помещена альтернативная эмблема.

| Посещаемость домашних игр «Торонто Рэпторс» в регулярном чемпионате в 1995—2013 годах | Посещаемость домашних игр «Торонто Рэпторс» в регулярном чемпионате в 1995—2013 годах | Посещаемость домашних игр «Торонто Рэпторс» в регулярном чемпионате в 1995—2013 годах | Посещаемость домашних игр «Торонто Рэпторс» в регулярном чемпионате в 1995—2013 годах | Посещаемость домашних игр «Торонто Рэпторс» в регулярном чемпионате в 1995—2013 годах |
| ------------------------------------------------------------------------------------- | ------------------------------------------------------------------------------------- | ------------------------------------------------------------------------------------- | ------------------------------------------------------------------------------------- | ------------------------------------------------------------------------------------- |
| Год                                                                                   | Всего                                                                                 | Средняя                                                                               | № Игр                                                                                 | Примечания                                                                            |
| 1995/96                                                                               | 950 330                                                                               | 23 179                                                                                | 41                                                                                    | Первый сезон в «SkyDom»                                                               |
| 1996/97                                                                               | 748 927                                                                               | 18 267                                                                                | 41                                                                                    |                                                                                       |
| 1997/98                                                                               | 675 255                                                                               | 16 470                                                                                | 41                                                                                    | Самый плохой сезон в истории команды                                                  |
| 1998/99                                                                               | 439 190                                                                               | 17 568                                                                                | 25                                                                                    | Укороченный сезон из-за локаута.                                                      |
| 1999/00                                                                               | 756 496                                                                               | 18 451                                                                                | 41                                                                                    | Первый сезон в «Air Canada Centre». Выход в плей-офф.                                 |
| 2000/01                                                                               | 793 256                                                                               | 19 348                                                                                | 41                                                                                    | Выход в полуфинал конференции.                                                        |
| 2001/02                                                                               | 810 160                                                                               | 19 760                                                                                | 41                                                                                    | Выход в плей-офф. Рекорд команды по «селл-аутам».                                     |
| 2002/03                                                                               | 777 507                                                                               | 18 964                                                                                | 41                                                                                    |                                                                                       |
| 2003/04                                                                               | 750 608                                                                               | 18 308                                                                                | 41                                                                                    |                                                                                       |
| 2004/05                                                                               | 703 388                                                                               | 17 155                                                                                | 41                                                                                    |                                                                                       |
| 2005/06                                                                               | 699 242                                                                               | 17 054                                                                                | 41                                                                                    |                                                                                       |
| 2006/07                                                                               | 748 603                                                                               | 18 258                                                                                | 41                                                                                    | Выход в плей-офф.                                                                     |
| 2007/08                                                                               | 796 835                                                                               | 19 435                                                                                | 41                                                                                    | Выход в плей-офф.                                                                     |
| 2008/09                                                                               | 769 707                                                                               | 18 773                                                                                | 41                                                                                    |                                                                                       |
| 2009/10                                                                               | 733 784                                                                               | 17 897                                                                                | 41                                                                                    |                                                                                       |
| 2010/11                                                                               | 679 208                                                                               | 16 566                                                                                | 41                                                                                    |                                                                                       |
| 2011/12                                                                               | 555 584                                                                               | 16 835                                                                                | 33                                                                                    | Укороченный сезон из-за локаута.                                                      |
| 2012/13                                                                               | 743 936                                                                               | 18 144                                                                                | 41                                                                                    |                                                                                       |

## Символы

### Эмблема

Логотип команды с 2008 по 2015 года

В 1994 году генеральный менеджер «Рэпторс» Айзея Томас представил эмблему команды на которой был изображен динозавр, держащий баскетбольный мяч и одетый в майку на которой написана буква «R». Название клуба было написано над талисманом на заднем черно-фиолетовом фоне. Осенью 2006 года фиолетовый цвет был изменён на красный. В 2009 году команда стала немного отходить от оригинальной эмблемы и в центре баскетбольной площадки «Air Canada Centre» оригинальная эмблема была заменена на альтернативную, изображающую отпечаток лапы динозавра.

### Форма
С 1995 по 1999 год игроки играли домашние матчи в белых майках с эмблемой динозавра на груди. В выездных матчах использовались фиолетовые майки с эмблемой. В 1999 году дизайн формы изменился, с майки убрали изображение динозавра и добавили фиолетовую отделку по краям. С выездной формы тоже убрали динозавра и вертикальные полоски. Лицевую часть оставили фиолетовой, а заднюю поменяли на чёрную. В 2006 году в домашней форме фиолетовую отделку заменили на красную, а в выездную форму поменяли на красную с чёрной отделкой по краям. Такое изменение цвета связано с желание отразить канадское наследие в единственной канадской команде в НБА. В настоящее время командными цветами являются красный, чёрный, серебряный и белый.
Альтернативная форма также менялась с годами и была выкрашена в красный, белый, зелёный и чёрный цвета с различными отделками по краям.
В 2010 году в одном из рейтингов лучшей формы в НБА, форма «Рэпторс» заняла 25 место.
В сезоне 2015/16 была выпущена новая форма.

### Талисман

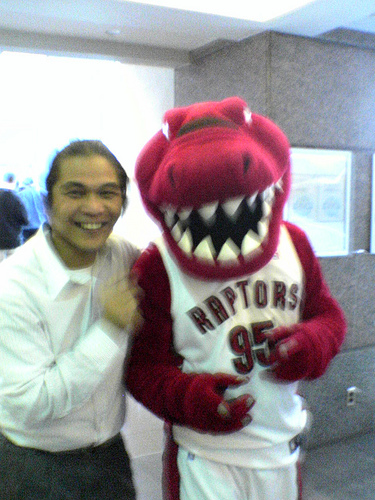
Рэптор с болельщиком

Талисманом команды является динозавр Рэптор (англ. The Raptor). Рост Рэптора 1,77 см, а весит 75 килограмм. За 9 лет существования, он появлялся более 3500 раз как в Торонто, так и в других городах Северной Америки и Европы. Рэптор единственный из талисманов четыре раза приглашался на Голландский баскетбольный турнир. Он также играл в гольф с Арнольдом Пальмером, Питером Джекобсоном и Майком Веиром. Процент успешных слэм-данков у Рэптора 98,9 %. В 1996 году был признан лучшим новым талисманом, а в 1997 году он участвовал в матче всех звёзд НБА. В настоящее время является одним из самых популярных талисманов в НБА.

## Болельщики
На протяжении всей своей истории Рэпторс пользуются успехом у болельщиков. С 2000 по 2002 год «Рэпторс» лидировали среди всех команд лиги по количеству селл-аутов (100 % продажа билетов на матч), однако между 2003 и 2006 годом посещаемость немного снизилась. В сезоне 2006/07 ситуация улучшилась, команда продавала 92,2 % билетов и средняя посещаемость домашних игр составила 18 258 человек (13 показатель в лиге). В сезоне 2007/08 «Торонто» стал одним из лидеров лиги по продажам билетов.
Благодаря большой популярности, стоимость клуба растет с каждым годом. В 1998 году стоимость составляла 125 млн долларов, в 2008 году — 400 млн, а в 2017 году — 1,4 млрд долларов, что является 12 показателем в НБА.
. «Рэпторс» является единственной командой в лиге с собственным телевизионным каналом Raptors NBA TV, локализированной версией американского канала NBA TV. Однако телевизионные рейтинги Рэпторс сравнительно низкие по сравнению с другими спортивными командами, расположенными в Торонто и спортивными мероприятиями, показывающиеся на канадском телевидении.
Перед игрой, во время тайм-аутов и в перерывах болельщиков развлекает талисман команды и команда поддержки Raptors Dance Pak. Иногда болельщикам вручаются сувениры. Если «Рэпторс» набирают более 100 очков в домашней игре, то тогда на следующий день болельщики могут обменять свои билеты на ломтик пиццы в сети пиццерий Pizza Pizza. Это является частью рекламной акции официального спонсора «Рэпторс».
Официальными спонсорами команды являются: PepsiCo, Bank of Montreal, Dell и Adidas.

## Благотворительность
Raptors Foundation — благотворительная организация «Рэпторс». Основной задачей организации является помощь благотворительным организациям Онтарио, поддерживающих спортивные программы и инициативы, направленые на детей и молодежь из группы риска. Организация стремится поднять настроение и изменить жизнь молодежи, поддерживая местные и провинциальные организации, занимающиеся рекреационными, образовательными и другими деятельностями ориентированными на молодежь. Благодаря своим связям, корпоративным спонсорам, игрокам «Рэпторм» и волонтерам, организация собрала более 16 млн долларов с 1995 по 2007 год и передала их сотням благотворительных организаций. Raptors Foundation одна из трёх общественных программ «Рэпторс». Другие две Raptors Community Relations и Raptors Basketball Development, занимаются программами, направленными на развитие баскетбола. «Торонто Рэпторс» занимает лидирующую позицию в НБА по количеству пожертвованных денег. В 2008 году Raptors Foundation объединилась с другими благотворительными организациями Maple Leaf Sports & Entertainment в Team Up Foundation.

## Достижения
В 2019 году «Торонто Рэпторс» впервые стали чемпионами НБА. Также на протяжении своей истории команда установила несколько рекордов в лиге. Среди них:
- Рекорд по количеству блок-шотов в одной игре в регулярном чемпионате — 23 в игре против «Атланта Хокс», 23 марта 2001 года.
- Рекорд по количеству блок-шотов в половине игры в регулярных чемпионатах — 16 в игре против «Атланта Хокс», 23 марта 2001 года.
- Самое маленькое количество набранных соперником очков в одной четверти — 2 в игре против «Голден Стэйт Уорриорз» 8 февраля 2004 года (делит рекорд с «Лос-Анджелес Лейкерс», установившими его в игре против «Даллас Маверикс» в 1997 году)[111][112].
- Команда 918 матчей подряд забивала хотя бы один трёхочковый бросок[113].
- Первая в истории команда, завоевавшая три награды месяца: Игрок месяца (Крис Бош), Новичок месяца (Андреа Барньяни) и Тренер месяца (Сэм Митчелл) в январе 2007 года.
- В мае 2019 года команда впервые в своей истории вышла в финал НБА, одержав победу над «Милуоки» в домашнем матче со счётом в серии до четырёх побед 4-2[источник не указан 2240 дней].

Личные награды:
- Победитель конкурса слэм-данков — Винс Картер (2000), Терренс Росс (2013)
- Победитель конкурса трёхочковых бросков — Джейсон Капоно (2008)[114]
- Тренер года НБА — Сэм Митчел (2007)[115], Ник Нерс (2019)
- Менеджер года НБА — Брайан Коланжело (2007)[116]
- Новичок года НБА — Дэймон Стадемайр (1996), Винс Картер (1999)[117]
- Хаким Оладжьювон, игравший в «Рэпторс» в 2001—2002 годах, был включен в Зал славы баскетбола в 2008 году.
- Самый прогрессирующий игрок НБА - Паскаль Сиакам(2019)[118]

## Текущий состав
| \| Поз. \| № \| Гражд. \| Имя \| Рост \| Вес \| Откуда \| \| ---- \| -- \| --------- \| --------------- \| ------ \| ------ \| --------------------- \| \| З \| 0 \| Канада ! \| Эй Джей Лоусон \| 198 см \| 84 кг \| Южная Каролина \| \| З/Ф \| 1 \| ! \| Грэйди Дик \| 198 см \| 91 кг \| Канзас \| \| Ф \| 2 \| ! \| Джонатан Мобо \| 203 см \| 102 кг \| Сан-Франциско \| \| Ф \| 3 \| ! \| Брэндон Ингрэм \| 203 см \| 95 кг \| Дьюк \| \| З/Ф \| 4 \| ! \| Скотти Барнс \| 201 см \| 108 кг \| Флорида Стэйт \| \| З \| 5 \| ! \| Иммануэл Куикли \| 188 см \| 86 кг \| Кентукки \| \| З/Ф \| 8 \| ! \| Джаред Роден \| 196 см \| 95 кг \| Сетон-Холл \| \| З/Ф \| 9 \| Канада ! \| Ар Джей Барретт \| 198 см \| 97 кг \| Дьюк \| \| Ц \| 11 \| ! \| Колин Каслтон \| 208 см \| 113 кг \| Флорида \| \| З \| 14 \| ! \| Джакоби Уолтер \| 196 см \| 88 кг \| Бэйлор \| \| З/Ф \| 17 \| ! \| Гарретт Темпл \| 196 см \| 88 кг \| ЛСЮ \| \| Ц \| 19 \| Австрия ! \| Якоб Пёльтль \| 213 см \| 118 кг \| Юта \| \| Ц \| 22 \| Камерун ! \| Ульрих Чомче \| 211 см \| 107 кг \| Академия НБА в Африке \| \| З \| 23 \| ! \| Джамал Шид \| 185 см \| 91 кг \| Хьюстон \| \| Ф \| 25 \| Канада ! \| Крис Буше \| 206 см \| 91 кг \| Орегон \| \| З \| 30 \| ! \| Очаи Агбаджи \| 196 см \| 98 кг \| Канзас \| \| Ф \| 77 \| ! \| Джемисон Баттл \| 201 см \| 100 кг \| Огайо Стэйт \| | Главный тренер - Дарко Раякович Ассистенты тренера - Мери Андраде - Майкл Батист - Вин Бхавнани - Пэт Делайни - Эрик Кури - Джама Махлалела - Джим Санн - Иво Симович - Джеймс Уэйд Состав • Переходы Последнее изменение: 13 апреля 2025 года |           |                 |        |        |                       |
| Поз. | № | Гражд.    | Имя             | Рост   | Вес    | Откуда                |
| З | 0 | Канада !  | Эй Джей Лоусон  | 198 см | 84 кг  | Южная Каролина        |
| З/Ф | 1 | !         | Грэйди Дик      | 198 см | 91 кг  | Канзас                |
| Ф | 2 | !         | Джонатан Мобо   | 203 см | 102 кг | Сан-Франциско         |
| Ф | 3 | !         | Брэндон Ингрэм  | 203 см | 95 кг  | Дьюк                  |
| З/Ф | 4 | !         | Скотти Барнс    | 201 см | 108 кг | Флорида Стэйт         |
| З | 5 | !         | Иммануэл Куикли | 188 см | 86 кг  | Кентукки              |
| З/Ф | 8 | !         | Джаред Роден    | 196 см | 95 кг  | Сетон-Холл            |
| З/Ф | 9 | Канада !  | Ар Джей Барретт | 198 см | 97 кг  | Дьюк                  |
| Ц | 11 | !         | Колин Каслтон   | 208 см | 113 кг | Флорида               |
| З | 14 | !         | Джакоби Уолтер  | 196 см | 88 кг  | Бэйлор                |
| З/Ф | 17 | !         | Гарретт Темпл   | 196 см | 88 кг  | ЛСЮ                   |
| Ц | 19 | Австрия ! | Якоб Пёльтль    | 213 см | 118 кг | Юта                   |
| Ц | 22 | Камерун ! | Ульрих Чомче    | 211 см | 107 кг | Академия НБА в Африке |
| З | 23 | !         | Джамал Шид      | 185 см | 91 кг  | Хьюстон               |
| Ф | 25 | Канада !  | Крис Буше       | 206 см | 91 кг  | Орегон                |
| З | 30 | !         | Очаи Агбаджи    | 196 см | 98 кг  | Канзас                |
| Ф | 77 | !         | Джемисон Баттл  | 201 см | 100 кг | Огайо Стэйт           |

## Руководство
```

```

| Генеральные менеджеры - 1995 — март 1998: Айзея Томас - март 1998 — апрель 2004: Глен Грюнвальд - апрель 2004 — июнь 2004: Джек Макклоски (и. о.) - июнь 2004 — январь 2006: Роб Бэбкок - январь 2006 — февраль 2006: Уэйн Эмбри (и. о.) - февраль 2006 — июнь 2013: Брайан Коланжело - июнь 2013 — н.в.: Масаи Уджири | Главные тренеры - 1995—1996: Брендан Мэлоун - 1996—1998: Дэррелл Уокер - 1998—2000: Бутч Картер - 2000—2003: Ленни Уилкенс - 2003—2004: Кевин О’Нилл - 2003—2008: Сэм Митчелл - 2008—2011: Джей Триано - 2011—2018: Дуэйн Кейси - с 2018: Ник Нёрс. | Владельцы - 1995—1998: Джон Битоув, Аллан Слэйт, Айзея Томас - 1998—н.в.: Maple Leaf Sports & Entertainment |  |

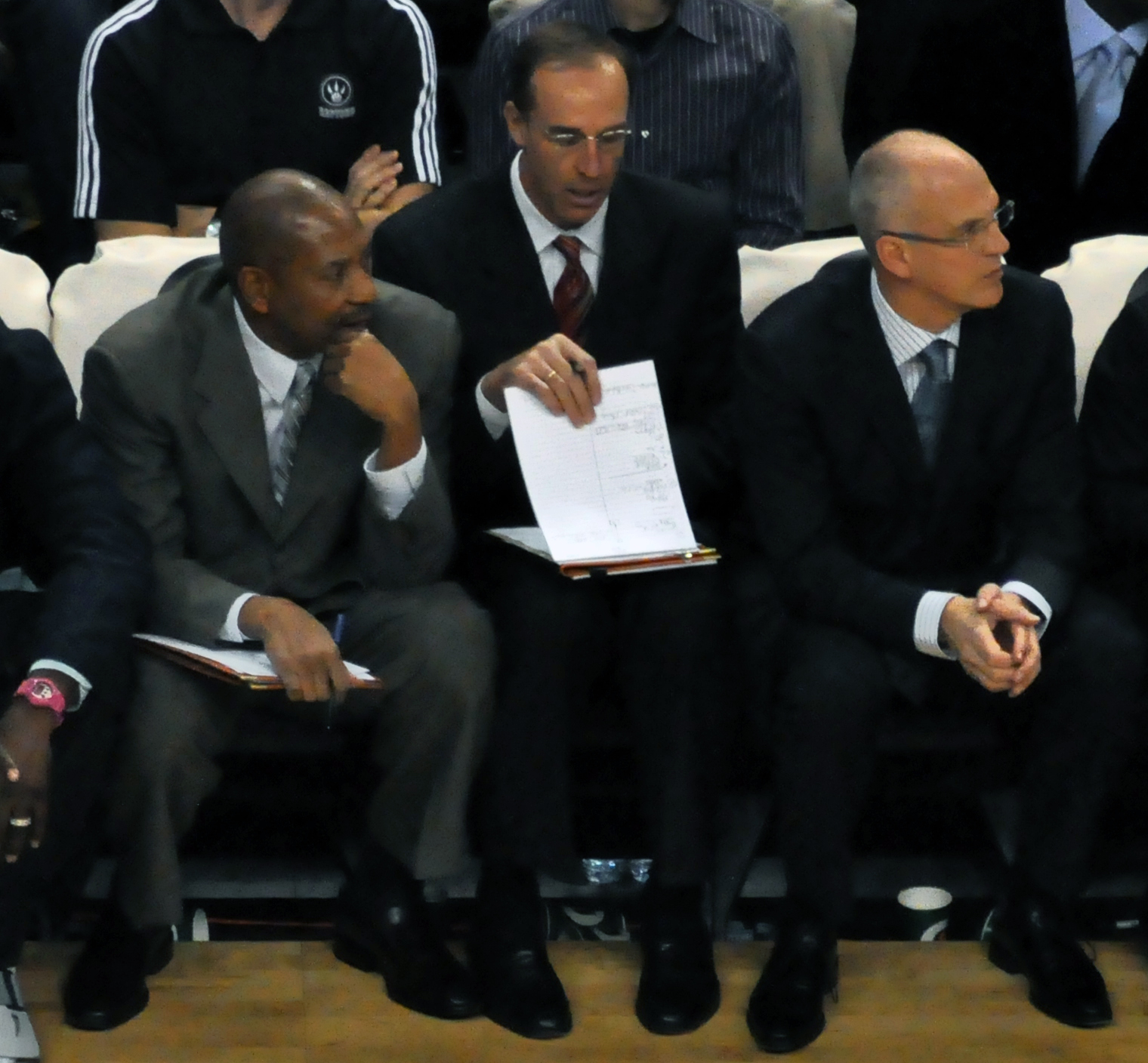
Главный тренер Джей Триано (справа) со своими ассистентами Алексом Инглишем и Марком Айаварони

## Статистика по сезонам
За 17 сезонов своего существования (до 2012 года), Торонто Рэпторс вышли в плей-офф НБА 5 раз. Максимальное достижение команды выход в полуфинал конференции в 2001 году. Наилучший показатель побед-поражений команды был 47-35, в 2001 и 2007 годах, худший результат был 21-61, в первом сезоне команды (1995/96).
| Чемпионы лиги | Чемпионы конференции | Чемпионы дивизиона | Попадание в плей-офф |

| Сезон                     | Лига                      | Регулярный сезон          | Регулярный сезон          | Регулярный сезон          | Регулярный сезон          | Регулярный сезон | Регулярный сезон | Регулярный сезон | Плей-офф                  | Результаты              |
| Сезон                     | Лига                      | Конференция               | Место                     | Дивизион                  | Место                     | Победы           | Поражения        | Процент          | Плей-офф                  | Результаты              |
| ------------------------- | ------------------------- | ------------------------- | ------------------------- | ------------------------- | ------------------------- | ---------------- | ---------------- | ---------------- | ------------------------- | ----------------------- |
| 2006/07                   | НБА                       | Восточная                 | 3-е                       | Атлантический             | 1-е                       | 47               | 35               | 57,3             | Проиграли в первом раунде | Нью-Джерси 4, Торонто 2 |
| 2007/08                   | НБА                       | Восточная                 | 6-е                       | Атлантический             | 2-е                       | 41               | 41               | 50,0             | Проиграли в первом раунде | Орландо 4, Торонто 1    |
| 2008/09                   | НБА                       | Восточная                 | 13-е                      | Атлантический             | 4-е                       | 33               | 49               | 40,2             |                           |                         |
| 2009/10                   | НБА                       | Восточная                 | 9-е                       | Атлантический             | 2-е                       | 40               | 42               | 48,8             |                           |                         |
| 2010/11                   | НБА                       | Восточная                 | 14-е                      | Атлантический             | 5-е                       | 22               | 60               | 26,8             |                           |                         |
| 2011/12*                  | НБА                       | Восточная                 | 11-е                      | Атлантический             | 4-е                       | 23               | 43               | 34,8             |                           |                         |
| 2012/13                   | НБА                       | Восточная                 | 10-е                      | Атлантический             | 4-е                       | 34               | 48               | 41,5             |                           |                         |
| Всего в регулярном сезоне | Всего в регулярном сезоне | Всего в регулярном сезоне | Всего в регулярном сезоне | Всего в регулярном сезоне | Всего в регулярном сезоне | 581              | 847              | 40,7             | 1995—2013                 | 1995—2013               |
| Всего в серии плей-офф    | Всего в серии плей-офф    | Всего в серии плей-офф    | Всего в серии плей-офф    | Всего в серии плей-офф    | Всего в серии плей-офф    | 11               | 20               | 35,5             | 1995—2013                 | 1995—2013               |

- * Регулярный сезон был укорочен из-за локаута до 66 игр